# Youth in Oregon
Youth in Oregon is een Amerikaanse film uit 2016, geregisseerd door Joel David Moore.

## Verhaal
Raymond Engersol is een tachtigjarige die geen zin meer heeft om te leven. Hij besluit zich door zijn schoonzoon Brian te laten vergezellen naar Oregon, een staat waar euthanasie is gelegaliseerd. Tijdens de reis zal hij echter redenen vinden om verder te leven.

## Rolverdeling
| Acteur              | Personage        |
| ------------------- | ---------------- |
| Frank Langella      | Raymond Engersol |
| Billy Crudup        | Brian Gleason    |
| Christina Applegate | Kate Gleason     |
| Nicola Peltz        | Annie Gleason    |
| Mary Kay Place      | Estelle Engersol |
| Josh Lucas          | Danny Engersol   |

## Release
De film ging in première op 16 april 2016 op het Tribeca Film Festival. De film werd op 3 februari 2017 in de Amerikaanse bioscoop uitgebracht door Orion Pictures en Samuel Goldwyn Films.

## Ontvangst
Op Rotten Tomatoes heeft Youth in Oregon een waarde van 45% en een gemiddelde score van 5,60/10, gebaseerd op 20 recensies. Op Metacritic heeft de film een gemiddelde score van 38/100, gebaseerd op 10 recensies.

## Prijzen en nominaties
| Jaar | Prijs                                 | Categorie                  | Genomineerde(n)  | Uitslag     |
| ---- | ------------------------------------- | -------------------------- | ---------------- | ----------- |
| 2016 | Anchorage International Film Festival | Beste verhalende speelfilm | Joel David Moore | Genomineerd |
| 2016 | Eugene International Film Festival    | Beste verhalende speelfilm | Joey Carey       | Gewonnen    |